# Дижонская горчица

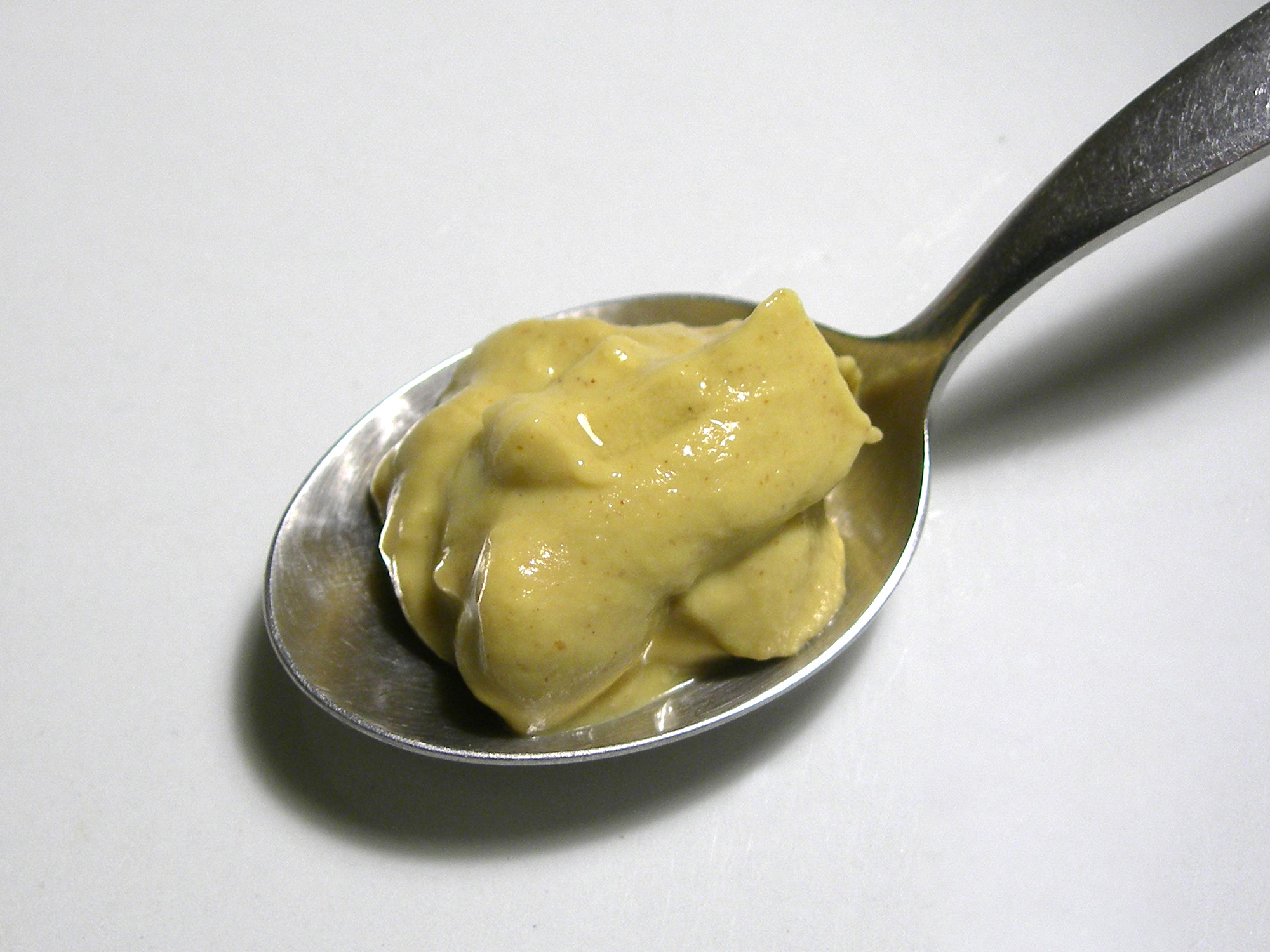
Дижонская горчица на ложке

Дижонская горчица (фр. Moutarde de Dijon) — традиционная французская горчица, названная в честь города Дижона в Бургундии.

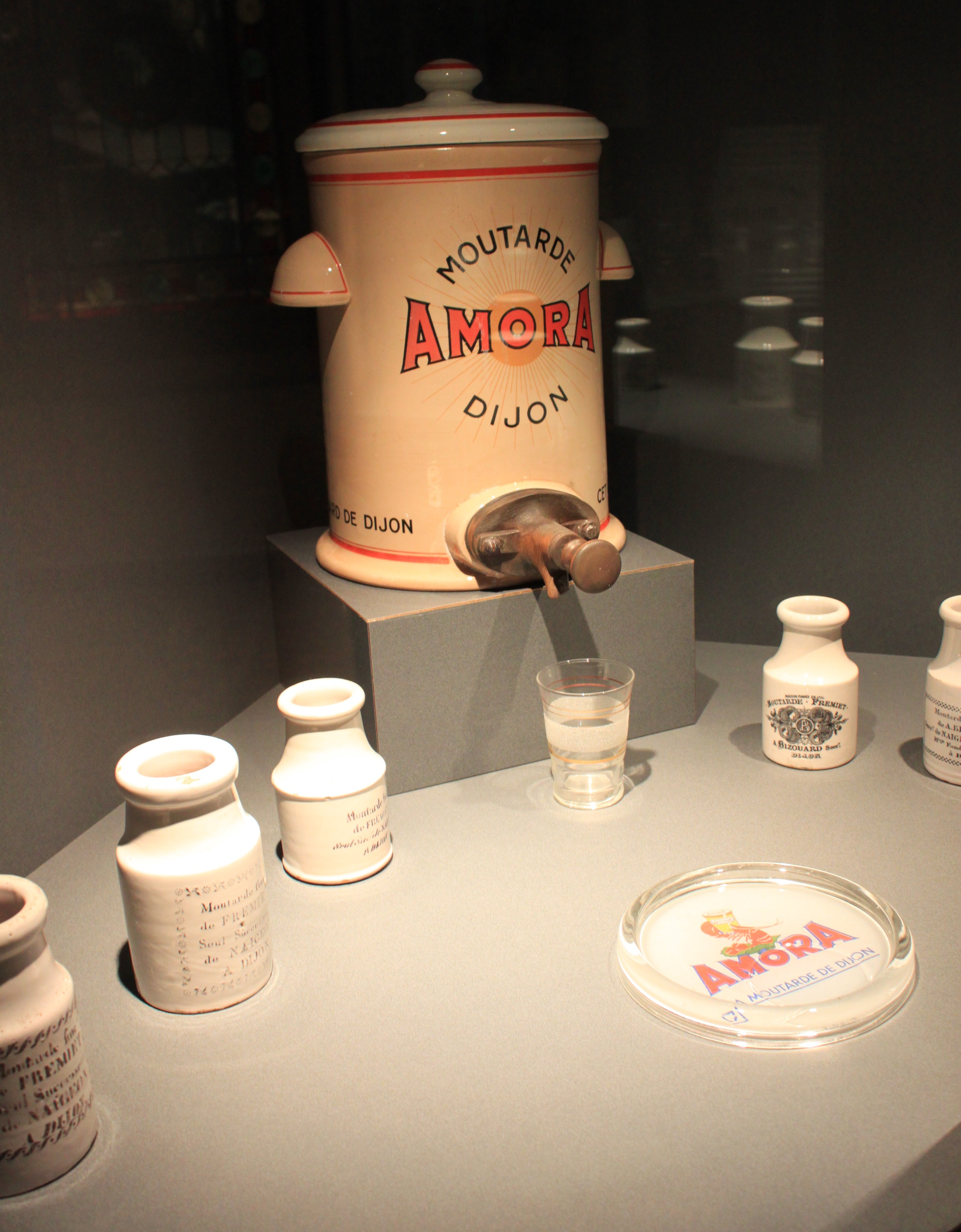
Экспозиция, посвященная дижонской горчице. Музей бургундской жизни, Дижон

## История
Дижон был центром производства горчицы в раннем Средневековье, а эксклюзивные права на производство во Франции получил в XVII веке. Впервые дижонская горчица была подана к столу короля Филиппа VI в 1336 году, но известность получила только в XVIII веке. В 1634 году производители уксуса и горчицы приняли решение объединиться в единую мануфактуру со строгими правилами: каждый производитель мог иметь только один магазин и одного подмастерья. В 1712 году был принят устав, который, в том числе, подписал Франсуа Нажон (François Naigeon), чей сын — Жан Нажон (Jean Naigeon) в 1756 году изменил рецепт горчицы, заменив столовый уксус вержусом — кислым соком недозрелого винограда. В 1777 году в Дижоне было создано первое партнёрское предприятие по производству горчицы по оригинальной рецептуре с использованием белого вина, а в 1853 году Морис Грей (Maurice Grey) изобрёл паровую горчичную мельницу, а позже основал компанию по производству горчицы Grey, на настоящий момент Grey Poupon. В 2008 году нидерландская компания Unilever, которой принадлежало несколько заводов по производству горчицы в Европе, закрыло подразделение Amora. С 15 июля 2009 года производство было перенесено из Дижона в соседний город Шевиньи-Сен-Совёр, а восемьдесят процентов семян горчицы, из которых производят дижонскую горчицу, выращены в Канаде.

## Состав
Основными ингредиентами дижонской горчицы являются коричневые семена горчицы и белое вино или смесь из винного уксуса, воды и соли, что имитирует вкус вержуса. Дижонская горчица имеет палево-жёлтый цвет и насыщенный вкус.

## Использование в кулинарии
Дижонская горчица употребляется с мясными блюдами как самостоятельная приправа или в составе соусов.

## Географическое наименование
В 1937 году для дижонской горчицы была введена сертификация подлинности происхождения. Благодаря давней истории производства горчицы Дижон считается «горчичной столицей мира».